# Eurobowl III
Eurobowl III war das Endspiel der dritten Saison der European Football League. 1989 standen sich die Amsterdam Crusaders und die Legnano Frogs gegenüber. Die gastgebenden Frogs konnten das dritte Endspiel knapp mit 27 zu 23 gewinnen.